# Ojschara

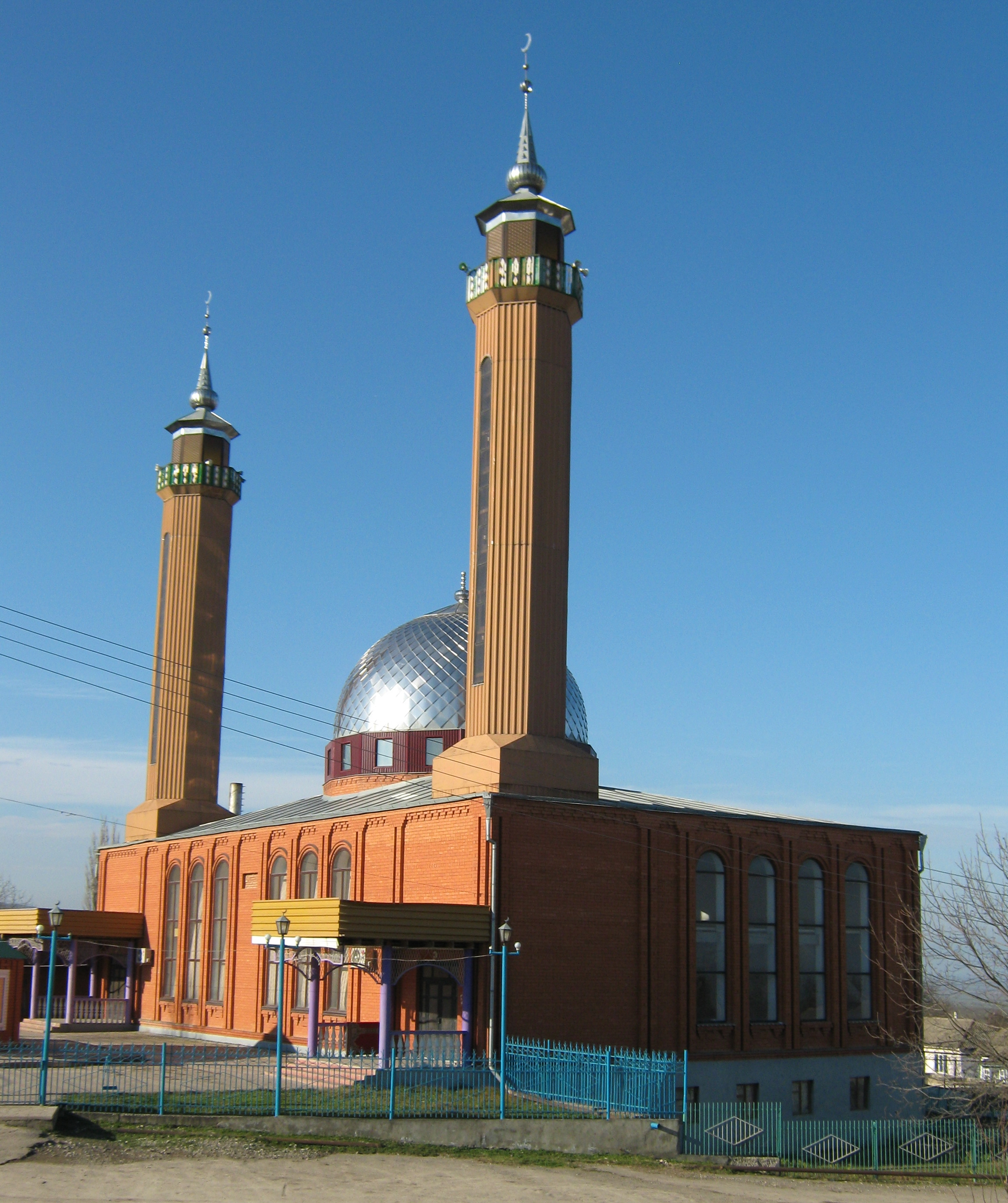
Moské i Ojschara.

Ojschara (ryska Ойсхара) är en ort i Tjetjenien i Ryssland. Folkmängden uppgick till 10 985 invånare i början av 2015.